# 九龍巴士49X線
九龍巴士49X線是香港一條來往沙田（廣源）及青衣碼頭的巴士路線，是新界東及城門隧道首條來往青衣島的專營巴士路線，途經愉翠苑、愉田苑、沙田第一城、富豪花園、沙田市中心、城門隧道、象鼻山路、荃錦交匯處、荃灣市中心、楊屋道、德士古道、青荃橋、長安邨及綠悠雅苑。
九龍巴士49P線為49X特別班次，在星期一至五黃昏繁忙時間於沙田市中心單向往青衣碼頭，途經德士古道、青荃橋、長安邨及綠悠雅苑，不經荃灣市中心。

## 歷史
- 1990年10月28日：本線正式開辦。因廣源巴士總站延遲落成，導致延遲了四個月才開辦。
- 1990年12月15日：本線繞經沙田市中心，和現時的路線大同小異。
- 1991年5月26日：因應城門隧道轉車站啟用，本線往廣源方向繞經荃灣碼頭，並加設由荃灣碼頭往廣源的單向方段收費（於1991年6月5日提早至楊屋道實施）。
- 1994年9月28日：由於需求不大，本線來回程不再繞經荃灣碼頭。
- 1995年4月20日：不經荃灣特快班次49P線開辦。
- 1998年6月22日：因應地鐵東涌綫通車，本線來回程繞經青衣站。
- 1998年12月28日：由於需求不大，本線不再繞經青衣站。
- 2001年5月6日：本線與49P線改為全空調服務。
- 2003年9月16日：49P線增加至開出兩班。
- 據2010年-2011年年度葵青區巴士路線發展計劃，建議新增路線49S，來往沙田市中心和青衣鐵路站，經大圍、青沙公路、長青邨、長康邨及長亨邨，收費$7.9，在非公眾假期的星期一至六開上下午繁忙時間，每30分鐘一班。路線編號最終改為249X，並於2010年7月26日起開辦。
- 2015年12月31日：增設到站時間預報。
- 2017年7月1日：為配合九巴十年專營權實施，本線由沙田市中心起往廣源方向的分段收費調低至$4.5。
- 2022年6月27日：49X線的特別班次改由碩門邨開出，開出時間改為星期一至六上午7:50。[4]
- 2023年12月23日：49P線取消星期六服務。[5]
- 2025年5月6日：49P線所有班次提早十分鐘開出。

## 服務時間及班次
49X
| 沙田（廣源）開   | 沙田（廣源）開 | 沙田（廣源）開 | 青衣碼頭開       | 青衣碼頭開  | 青衣碼頭開   |
| 日期             | 服務時間       | 班次（分鐘）   | 日期             | 服務時間    | 班次（分鐘） |
| ---------------- | -------------- | -------------- | ---------------- | ----------- | ------------ |
| 星期一至五       | 05:30-06:30    | 10             | 星期一至五       | 05:30-06:42 | 10/11        |
| 星期一至五       | 06:30-06:58    | 7              | 星期一至五       | 06:42-10:08 | 6-9          |
| 星期一至五       | 07:03          | 07:03          | 星期一至五       | 10:08-16:08 | 10           |
| 星期一至五       | 07:08-09:00    | 7/8            | 星期一至五       | 16:08-17:01 | 7/8          |
| 星期一至五       | 09:00-16:30    | 10             | 星期一至五       | 17:01-18:19 | 6            |
| 星期一至五       | 16:30-17:30    | 6              | 星期一至五       | 18:25       | 18:25        |
| 星期一至五       | 17:30-17:45    | 5              | 星期一至五       | 18:30-19:30 | 7/8          |
| 星期一至五       | 17:45-18:25    | 8              | 星期一至五       | 19:30-22:20 | 10           |
| 星期一至五       | 18:25-19:25    | 10             | 星期一至五       | 22:20-23:20 | 12           |
| 星期一至五       | 19:25-20:20    | 11             | 星期一至五       | 23:20-00:20 | 15           |
| 星期一至五       | 20:20-23:20    | 12             |                  |             |              |
| 星期一至五       | 23:20-00:20    | 15             |                  |             |              |
| 星期六           | 05:30-06:30    | 12             | 星期六           | 05:30-07:06 | 12           |
| 星期六           | 06:30-07:10    | 10             | 星期六           | 07:06-08:10 | 8            |
| 星期六           | 07:10-07:38    | 7              | 星期六           | 08:20-08:38 | 7            |
| 星期六           | 07:38-08:02    | 6              | 星期六           | 08:38-09:02 | 8            |
| 星期六           | 08:02-08:50    | 8              | 星期六           | 09:02-12:32 | 10           |
| 星期六           | 08:50-15:00    | 10             | 星期六           | 12:32-16:56 | 8            |
| 星期六           | 15:00-16:12    | 8              | 星期六           | 16:56-18:50 | 6            |
| 星期六           | 16:10-18:00    | 6              | 星期六           | 18:50-19:30 | 10           |
| 星期六           | 18:00-19:00    | 10             | 星期六           | 19:30-21:30 | 12           |
| 星期六           | 19:00-23:24    | 12             | 星期六           | 21:30-22:20 | 10           |
| 星期六           | 23:24-00:20    | 14             | 星期六           | 22:20-23:20 | 12           |
|                  |                |                | 星期六           | 23:20-00:20 | 15           |
| 星期日及公眾假期 | 05:30-06:30    | 15             | 星期日及公眾假期 | 05:30-06:30 | 15           |
| 星期日及公眾假期 | 06:30-08:30    | 12             | 星期日及公眾假期 | 06:30-09:30 | 12           |
| 星期日及公眾假期 | 08:30-10:50    | 10             | 星期日及公眾假期 | 09:30-10:40 | 10           |
| 星期日及公眾假期 | 10:50-19:30    | 7/8            | 星期日及公眾假期 | 10:40-19:00 | 7/8          |
| 星期日及公眾假期 | 19:30-21:50    | 10             | 星期日及公眾假期 | 19:00-22:20 | 10           |
| 星期日及公眾假期 | 21:50-22:50    | 12             | 星期日及公眾假期 | 22:20-00:20 | 15           |
| 星期日及公眾假期 | 22:50-00:20    | 15             |                  |             |              |

特別班次
- 星期一至六
  - 碩門邨開：07:50
  - 廣源開（不經沙田市中心）：07:20、07:40

星期日及公眾假期不設服務
49P
- 星期一至五
  - 沙田市中心開：18:40、19:00

星期六、日及公眾假期不設服務

## 收費
49X/49P
全程：$10.0
- 過城門隧道轉車站後往青衣碼頭：$6.4（只適用於49X線）
- 過青荃橋後往青衣碼頭：$4.8
- 橫龍街往沙田（廣源）：$8.9（只適用於49X線）
- 過城門隧道後往沙田（廣源）：$5.0（只適用於49X線）

在城門隧道轉車站轉乘本線往廣源及青衣碼頭均毋須繳費轉車。
| - 本線設有12歲以下小童及65歲或以上長者半價優惠。 - 65歲或以上香港居民使用「樂悠咭」，以及12歲以下合資格殘疾兒童使用「殘疾人士身份」個人八達通繳付車資，均可享有每程$2.0或半價（以較低者為準）的票價優惠；12至64歲合資格殘疾人士使用「殘疾人士身份」個人八達通（包括「樂悠咭」），以及60至64歲香港居民使用「樂悠咭」繳付車資，均可享有每程$2.0或全費（以較低者為準）的票價優惠。 - 65歲或以上長者如使用長者或一般個人八達通繳付車資，則只可享有半價優惠；12至64歲合資格殘疾人士如不使用「殘疾人士身份」個人八達通，以及60至64歲人士如不使用「樂悠咭」繳付車資，必須繳付全費。 - 乘客可以現金或八達通於上車時付款，不設找續。 - 每位成人乘客可免費攜帶最多兩名4歲以下而不佔座位的兒童乘客乘車，超額之4歲以下小童必須繳付小童車費乘車。 - 持有「九巴月票」之乘客在車票有效期內，每日可享最多10程任何九龍巴士及龍運巴士路線（包括本路線，以及聯營路線的九龍巴士／龍運巴士提供的班次；惟乘搭機場「A」及「NA」線則可享原價二七折優惠（不會計算每天10次合資格車程））；而B1線則每日可享最多各2程（不會計算每天10次合資格車程）。 - 九龍巴士、城巴、龍運巴士及陽光巴士全職員工及家屬（不包括外判職員）可免費乘搭本路線，惟必須拍職員或職員家屬八達通。 - 乘客亦可透過多元化電子支付系統（e度嘟）繳付車資，包括使用非接觸式VISA卡、JCB卡、萬事達卡、銀聯卡、美國運通、大來國際、Discover Card、Apple Pay、Google Pay、Samsung Pay、AlipayHK「易乘碼」、支付寶、WeChatHK／微信支付「搭車碼」、銀聯雲閃付「乘車碼」及BOC Pay「乘車碼」。乘客使用此付款方式，使用此支付方式的乘客可享有中途下車之分段收費，以及與其他九巴／龍運獨營路線或聯營線九巴／龍運班次之轉乘優惠，惟不適用於與非九巴／龍運路線之轉乘優惠，亦不能享有「公共交通費用補貼計劃」及「長者及合資格殘疾人士公共交通票價優惠計劃」。 |

### 八達通轉乘優惠
乘客登上本線後150分鐘內以同一張八達通卡轉乘以下路線，或從以下路線登車後150分鐘內以同一張八達通卡轉乘本線，次程可獲$4.2/$0.1車資折扣優惠：
49X←→沙田區路線
- 49X往廣源 → 81K、88K、282、285或288
- 81K、88K、282、285或288 → 49X往青衣碼頭

49X←→荃灣／葵青區路線
- 49X往青衣碼頭 → 31M往石籬、39M往荃威花園]、42M往長宏、234A/B往浪翠園、235M往安蔭、238M往海濱花園或243M往美景花園
- 31M往葵芳站、39M往荃灣站、42M往愉景新城、234A/B往荃灣西站、235M往葵芳站、238M往荃灣站或243M往愉景新城 → 49X往廣源

49X←→屯門路線
- 49X往青衣碼頭 → 57M、58M/P、59M、60M、61M、66M、67M或260C往屯門
- 57M、58M、59M、60M、61M、66M、67M、259E或260C → 49X往廣源

註：乘搭49X由廣源往青衣碼頭方向，需於城門隧道轉車站轉乘經葵涌的40X、46X、47X、48X、73X、278A/278P/278X，才能轉乘31M或235M往石籬／安蔭（到達昌榮路同珍醬油罐頭食品下車需過對面至新豐中心轉車）。
49X←→元朗
- 49X往青衣碼頭 → 68A往朗屏邨
- 68A往青衣站 → 49X往廣源

註：於荃灣眾安街分站落車及上車

## 使用車輛
最初開辦時的49X以利蘭勝利二型作「開荒牛」，三數年後才改以11米三軸巴士行走，算是為了應付象鼻山路斜坡的挑戰以及客量的上升而採取的應付措施。到了九十年代後才使用12米大型三軸巴士接力行走，型號是非空調丹尼士巨龍（3N）及 利蘭奧林比安（3BL）。這些三軸巴士能承受近160名乘客的負荷，巴士的三門設計亦令巴士停站時能迅速疏導乘客，但在滿載乘客後的攀斜力比勝利二型好不了很多。 
配合249X開辦，本路線增加4輛巴士作為字軌車，其中沙田廠的2輛由82X及85線抽調。
本路線原本被九巴選中計劃試行全港最長達12.8米新車之可行研究路線，後來被73X取代。另外雖然本路線的客量非常高，但早年本路線改為全空調服務時，絕大多數的巴士均為11米巴士兼且為舊型號。直到近年，載客量較大的12米巴士的數目才一直增加，但在客量仍然非常高的情況下，大多數用車仍然為舊型號，不如大部分其他九巴非常高客量的路線經常獲派新型號巴士，為乘客所詬病。
現時本線與249X線共獲派27輛Enviro500 MMC（11輛12米ATENU、16輛12.8米3ATENU）及6輛富豪B9TL 12米（AVBWU）雙層空調巴士。
| 車隊編號  | 車牌   |
| --------- | ------ |
| ATENU7    | SA4037 |
| ATENU45   | SD2113 |
| ATENU972  | UB1350 |
| ATENU1014 | UC3154 |
| ATENU1100 | UG1345 |
| ATENU1128 | UH3577 |
| ATENU1141 | UH3891 |
| ATENU1231 | UU2733 |
| ATENU1252 | VB5231 |
| ATENU1447 | VM2331 |
| ATENU1558 | VR6478 |
| 3ATENU23  | TX 917 |
| 3ATENU24  | TX2023 |
| 3ATENU25  | TX2138 |
| 3ATENU29  | TX3612 |
| 3ATENU32  | TX6555 |
| 3ATENU48  | UD1041 |
| 3ATENU51  | UD1469 |
| 3ATENU57  | UD2169 |
| 3ATENU68  | UE4144 |
| 3ATENU92  | UF1161 |
| 3ATENU100 | UF3262 |
| 3ATENU101 | UF3281 |
| 3ATENU193 | VR5141 |
| 3ATENU210 | VS3195 |
| 3ATENU217 | VS3142 |
| 3ATENU220 | VT 553 |
| AVBWU468  | UN1516 |
| AVBWU476  | UP7321 |
| AVBWU545  | UV9583 |
| AVBWU632  | UZ4790 |
| AVBWU689  | VC5270 |
| AVBWU770  | VH2666 |

## 行車路線
49X

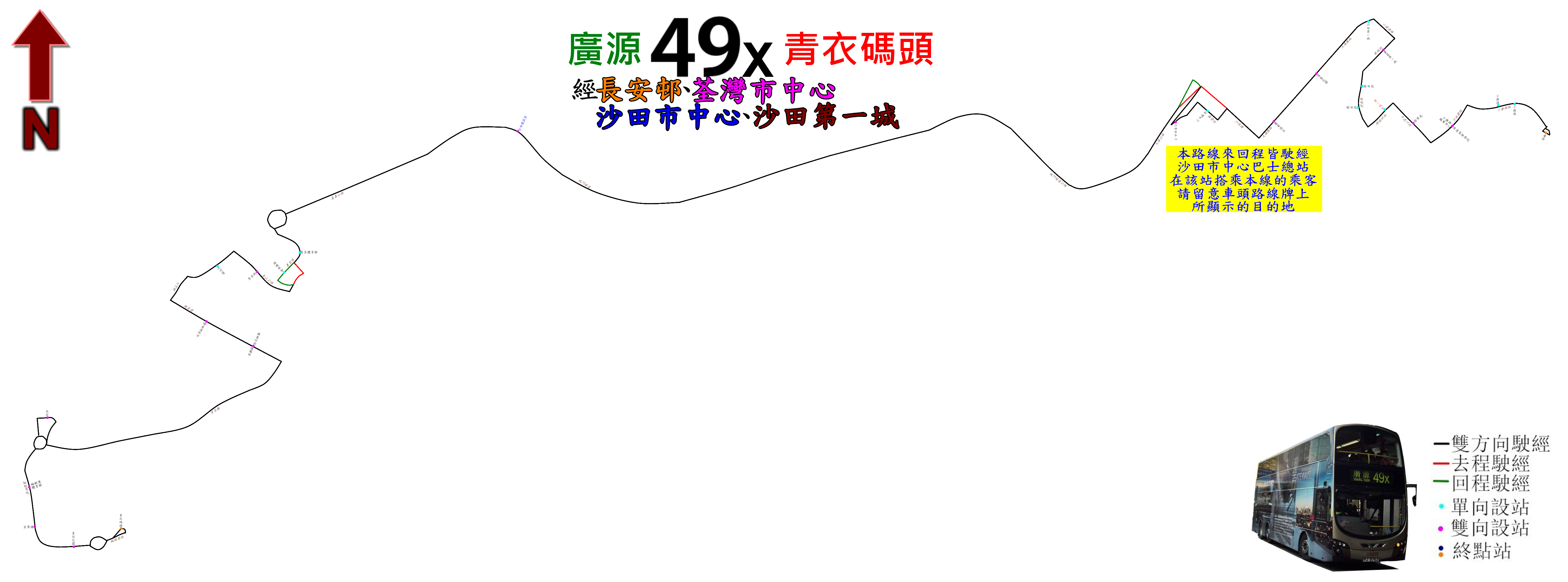
49X線常規班次的走線圖

沙田（廣源）開經：廣源邨通道、小瀝源路、沙田圍路、牛皮沙街、插桅杆街、銀城街、小瀝源路、大涌橋路、沙田鄉事會路、沙田市中心巴士總站、沙田正街、橫壆街、源禾路、沙田鄉事會路、大埔公路－沙田段、城門隧道公路、城門隧道、象鼻山路、荃錦交匯處、蕙荃路、廟崗街、城門道、青山公路－荃灣段、大河道、楊屋道、德士古道、荃青交匯處、青荃路、擔桿山交匯處、青敬路、長安巴士總站、擔桿山路、擔桿山交匯處及楓樹窩路。
由碩門邨之特別班次開出後，經安明街、安耀街、安心街，然後返回大涌橋路常規班次原線，不經斜體字的之街道。
不經沙田市中心之特別班次不經有粗體字之街道
青衣碼頭開經：楓樹窩路、擔桿山交匯處、青敬路、長安巴士總站、擔桿山路、擔桿山交匯處、青荃路、荃青交匯處、德士古道、楊屋道、大河道、青山公路－荃灣段、城門道、西樓角路、蕙荃路、荃錦交匯處、象鼻山路、城門隧道、城門隧道公路、大埔公路－沙田段、沙田鄉事會路、沙田市中心巴士總站、沙田正街、橫壆街、源禾路、沙田鄉事會路、大涌橋路、小瀝源路、銀城街、插桅杆街、牛皮沙街、沙田圍路、小瀝源路及廣源邨通道。
每日00:00後直至尾班車為止，由青衣開出的班次於橫過青荃橋後，將改經荃青交匯處前往德士古道。
有關本路線的具體停站請參閱資訊框
49P
經：沙田正街、橫壆街、源禾路、沙田鄉事會路、大埔公路－沙田段、城門隧道公路、城門隧道、象鼻山路、荃錦交匯處、德士古道北、德士古道天橋、青荃路、擔桿山交匯處、青敬路、長安巴士總站、擔桿山路、擔桿山交匯處及楓樹窩路。
有關本路線的具體停站請參閱資訊框

## 客量
- 本線服務青衣島北部居民（長發邨、長安邨、青衣邨）及荃灣市中心居民往返沙田市中心，城門河東岸及小瀝源一帶地區，客量之高屬九巴線王之一。
- 由於本線不但是城門隧道轉車站目前唯一全日來往青衣的路線，亦是蕙荃路目前唯一往返沙田市中心的全日專營巴士路線，以及荃灣目前唯一取道象鼻山路特快往返沙田市中心的全日專營巴士路線，同時深入橫龍街工業區，因此客量非常高，荃灣的客量已足以支撐整條路線，單是眾安街分站在繁忙時間已有數十人排隊。
- 本線亦提供與來往元朗的68A線以及屯門區來往荃灣的九巴路線的八達通轉乘優惠，乘客可利用此優惠於荃灣轉車來往新界西北及沙田。
- 曾有居民希望本線不途經荃灣以及途經青衣南部一帶，但九巴卻以影響荃灣乘客及加價拒絕要求，這個使命由後來的249X線完成。
- 現時本線為九巴在城門隧道中盈利第二高的路線，僅次於73X線。
- 展望將來，即使本路線服務範圍大多數已成型，但由於本線直接快捷，以及覆蓋範圍廣泛，因此客量仍有增長空間，即使屯馬綫全綫通車，城門河東岸及小瀝源一帶可以乘搭港鐵前往荃灣，但其需繞大圈經西九龍、九龍城、大圍等地，走線仍遠不及本線直接，因此客量仍未有顯著影響，可見本線客量很高。

## 外部連結
- 九巴49X線 （页面存档备份，存于）
- 681巴士總站－49X分頁 （页面存档备份，存于）